# Плюмерія
Плюмерія (Plumeria) — рід квіткових рослин родини барвінкових (Apocynaceae). До нього входять переважно листяні чагарники і маленькі дерева. Батьківщиною плюмерії є Центральна Америка, Мексика, Карибські острови та Південна Америка. Деякі види вирощують у тропічній та субтропічній зоні по всій планеті як декоративні рослини. Рід нараховує близько 300 видів.

## Походження назви
Рід названий на честь французького ботаніка Шарля Плюм'є, який подорожував в Америку для класифікації нових видів. Інша назва роду — «фангіпані», походить від прізвища італійських маркізів Фангіпані, що вперше використали рослину для виробництва парфумів. В Індії рослина відома під назвою «чампа» чи «чафа». На Шрі-Ланці поширена назва «аралія», проте англомовні шріланкійці називають рослини цього виду — «Храмове дерево» (Temple Tree).

## Будова

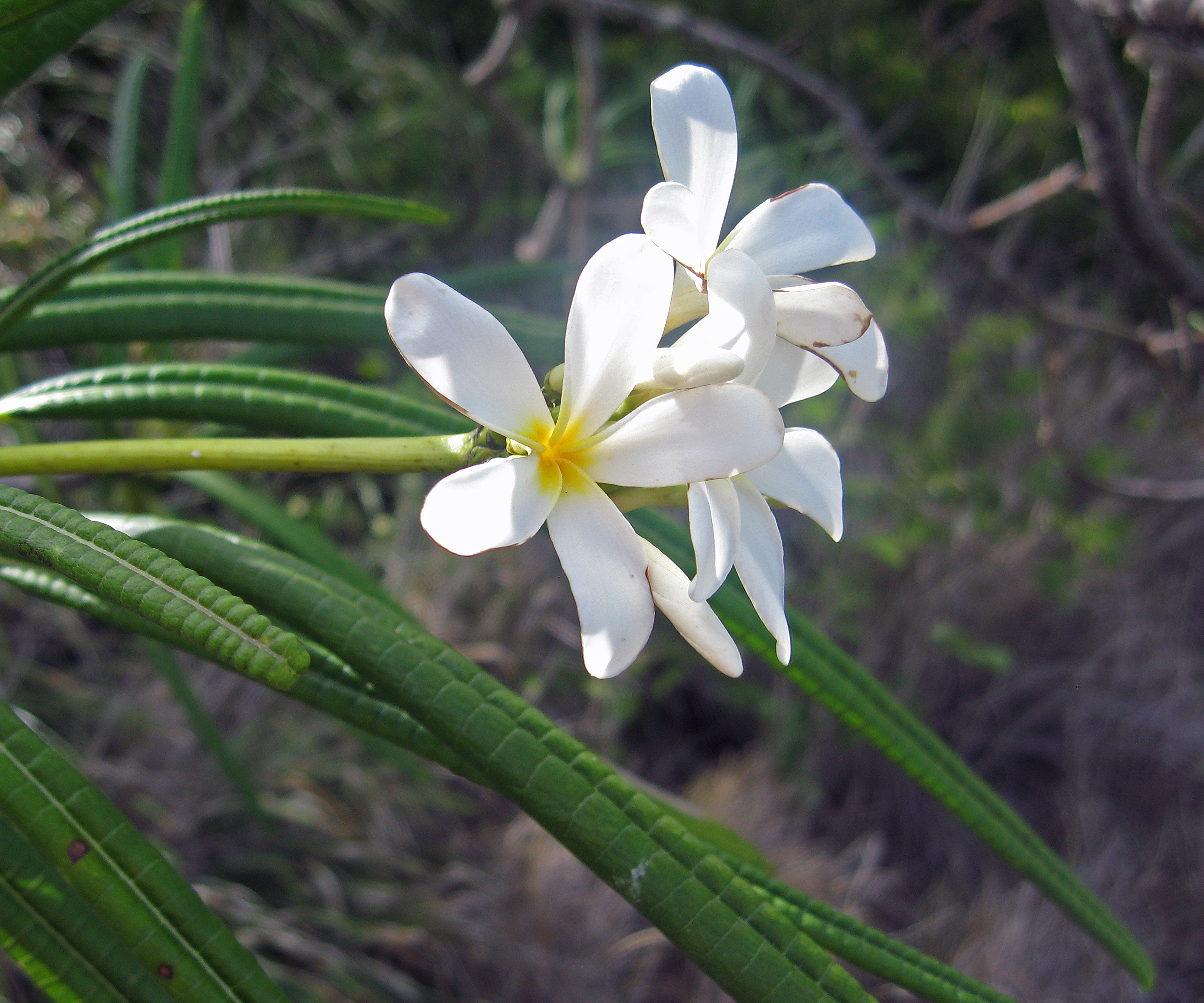
Плюмерія біла

Різні види у роді Plumeria мають різний вигляд, листя та життєвий цикл. Листки плюмерії білої (P. alba) світлі, довгі та зморшкуваті. Тоді як плюмерії цнотливої (P. pudica) — темно-зелені, витягнуті та лискучі. Квітки плюмерії найбільше пахнуть вночі, приманюючи для запилення нічних метеликів. У такий спосіб рослина «обманює» комах, оскільки їхні квітки не мають нектару.
Плюмерія легко розмножується живцями навесні.

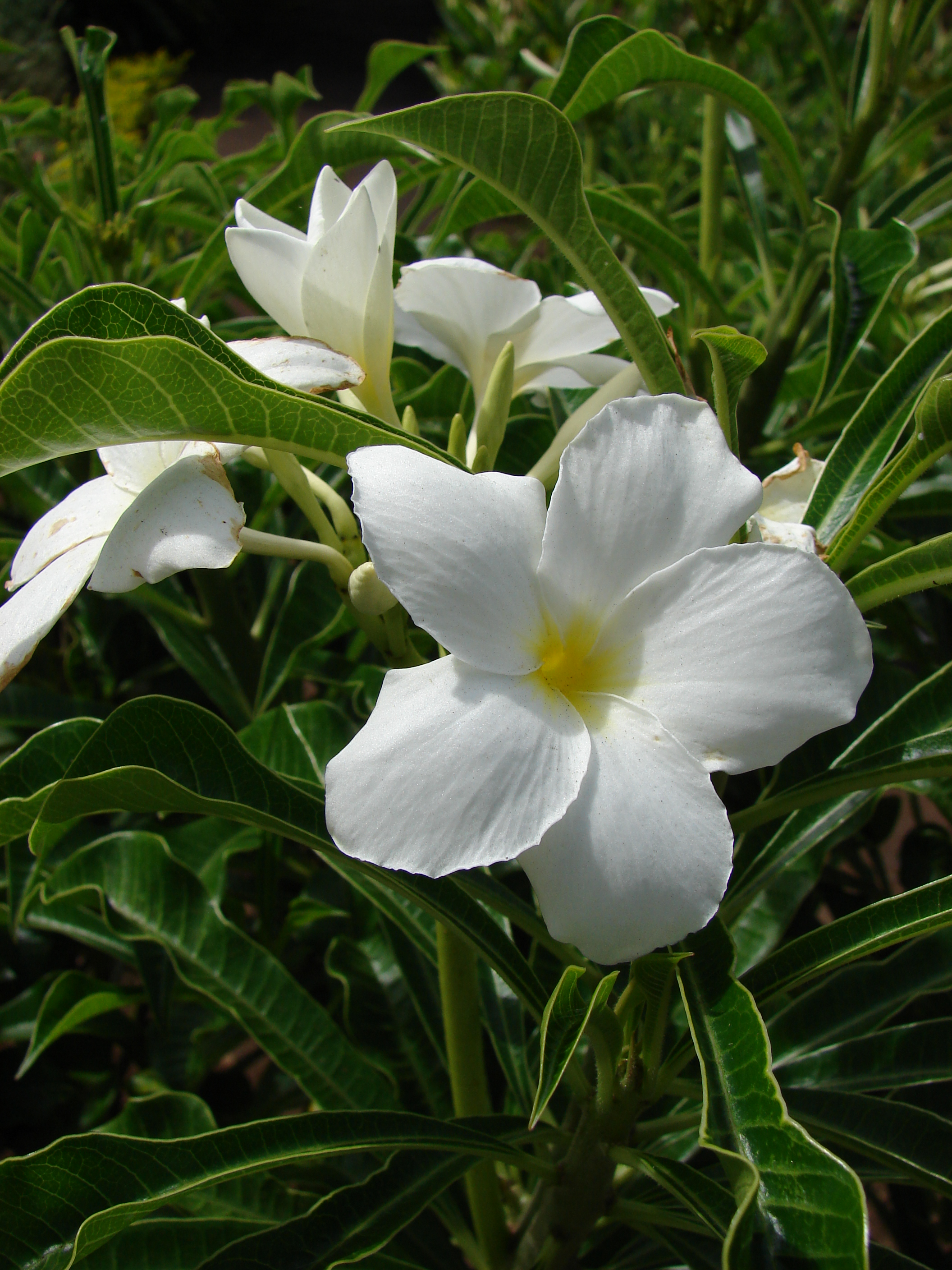
Плюмерія цнотлива

## Використання в культурі
Після значного поширення в Південно-Східній Азії, місцеве населення має повір'я, що дерева цього роду дають притулок духам. Тому їх часто можна побачити на цвинтарях. Квітка плюмерії білої (P. alba) є національною квіткою Нікарагуа і Лаосу.

## Види
1. Плюмерія біла — Plumeria alba
2. Plumeria clusioides
3. Plumeria cubensis
4. Plumeria ekmanii
5. Plumeria emarginata
6. Plumeria filifolia
7. Plumeria inodora
8. Plumeria krugii
9. Plumeria lanata
10. Plumeria magna
11. Plumeria montana
12. Plumeria obtusa
13. Плюмерія цнотлива — Plumeria pudica
14. Plumeria rubra
15. Plumeria sericifolia
16. Plumeria × stenopetala
17. Plumeria × stenophylla
18. Plumeria subsessilis
19. Plumeria trinitensis
20. Plumeria tuberculata
21. Plumeria venosa